# Берикашвили, Мамия Титович
Мамия Титович Берикашвили(9 мая 1928, г. Кутаиси, ГССР – 1992, г. Кутаиси, Грузия) — советский и абхазский композитор, музыкальный педагог и .музыковед

. Заслуженный артист Абхазской АССР (1971), член Союза композиторов СССР (1971).

## Биография
В 1957 году окончил Тбилисскую  консерваторию.
В период с 1950- 1960 валторнист государственного симфонического оркестра Грузии.
В период с 1977–1992  музыкальный руководитель  Абхазской государственной филармонии.
В 1971 году становится хормейстером  Государственной хоровой капеллы Абхазии
В 1977 году организатор и художественный руководитель  вокально-инструментального девичьего ансамбля «Гунда».

## Избранные произведения
Автор многочисленных романсов, песен к спектаклям Абхазского драматического театра.
Автор музыки к первой детской абхазской опере «Верные друзья». Оперу будут показывать в Тбилиси на республиканском смотре детских коллективов. В основу сюжета лягут абхазские сказки, главные партии в опере тоже поют абхазы ( Вилли Чакмач-Оглы (ипа) в партии Мазлоу). Роли цветов танцевали девочки из балетной студии при детской спортивной школе. Партии лесных чертей исполняют ученицы хореографа Людмилы Чихладзе. Хор, а также лесное зверьё – зайчики, лисички, и пара медвежат, тоже представлены учениками Сухумской школы №10

## Дискография
1982 - Симфоническая музыка композиторов Абхазии (Мелодия)
Сторона 1
П.Петров Концерт для фортепиано №1 с оркестром в трех частях
К. Ченгелия. Абхазское каприччио
Р. Гумба. Радость, Симфоническая картинка
Алла Отырба, фортепиано
Симфонический оркестр телевидения и радио Грузии
Дирижер Анатолий Хагба
Сторона 2
Л. Чепелянский. Дмитрий Гулия, поэма
М. Берикашвили. Песнь раненого
А. Чичба. Интермеццо
Симфонический оркестр телевидения и радио Грузии
Дирижер Тариел Дугладзе